# Mor Thiam
Mor Dogo Thiam (* um 1941 in Dakar) ist ein senegalesischer Perkussionist, Kulturhistoriker und Berater, der vor allem mit Jazzprojekten bekannt wurde. Seinen Nachnamen spricht man „Chahm“ aus.

## Leben und Wirken
Mor Thiam ist Mitglied der Volksgruppe Dogon und hat vor seinem achten Lebensjahr Schlagzeugspielen begonnen, im Alter von zwölf Jahren spielte er zum ersten Mal professionell als Musiker. Der Name „Thiam“ bedeutet in seiner Muttersprache „Historiker“. Seine Familie drückt die Geschichte Senegals durch Trommelspiel aus. Thiam spielt Tama, Sabar und Djembé. 
Auf Einladung der Choreographin Katherine Dunham entschied sich Mor Thiam 1968 in die USA zu ziehen, wo er zunächst an der Southern Illinois University  tätig war. In St. Louis arbeitete er mit Dunham und mit Musikern der Black Artists Group wie Julius Hemphill und Oliver Lake. 1973 und 1974 spielte er zusammen mit den Jazzmusikern Freddie Hubbard und Lester Bowie. Auf seinem ersten Album N’dedi Safarra (1974) wirkten B.B. King und Nancy Wilson mit. 
Später tourte er zusammen mit der Alvin Ailey Dance Company durch Europa und nahm zusammen mit dem No World Improvisations (Jin Hi Kim und Joseph Celli) auf. Als Mitglied der African-Brazilian Connection um Don Pullen spielte er drei Alben ein und war mehrfach auf Tournee in Europa und Japan. Anschließend arbeitete er mit dem World Saxophone Quartet. 1999 legte er sein mit der Unterstützung afrikanischer Musiker in Dakar produziertes Album  Back To Africa vor. Er tritt mit seinem Perkussionsensemble Drums of Fire auf.
Thiam unterstützt und berät afroamerikanische Projekte in den USA wie das National Black Arts Festival in Atlanta. Weiter hat er Disney World und das Musical Der König der Löwen beraten, ist als Geschäftsführer der Stone Mountain, einem Institut für afrikanische Kultur, tätig und führt Workshops mit afrikanischen Musikern durch. 
Mor Thiams Ehefrau Kine Gueye Thiam ist Tänzerin und kam 1972 in die USA. Zurzeit lebt Thiam in Orlando (Florida). Er ist der Vater des Rapmusikers Akon.